# 元松茂樹
元松 茂樹（もとまつ しげき、1965年〈昭和40年〉3月8日 - ）は、日本の政治家。熊本県宇土市長（4期）。

## 来歴・人物
熊本県宇土郡三角町（現・宇城市）生まれ。
三角町立郡浦小学校、三角町立青海中学校、熊本県立宇土高等学校卒業。1987年（昭和62年）3月、熊本商科大学商学部商学科（現・熊本学園大学）卒業。同年、三角町役場臨時職員に採用される。1989年（平成元年）、熊本市の民間企業に勤めた後、1991年（平成3年）、宇土市役所に採用。総務課主幹兼人事係長、総務課主幹兼行政係長。
2004年（平成14年）、自治大学校2部課程修了。2009年（平成21年）12月、宇土市役所を退職。
2010年（平成22年）4月の宇土市長選挙で初当選。4月29日、市長就任。
2014年（平成26年）再選。
2018年、無投票により3選。
2022年、無投票により4選。

## 市長選の結果
2010年宇土市長選挙
2010年4月4日執行。民主党・社民党・国民新党の推薦を受けて出馬。4選を目指す現職の田口信夫、元市議会議長の浜口多美雄らを破り初当選した。
※当日有権者数：30,299人 最終投票率：69.68%（前回比：pts）
| 候補者名   | 年齢 | 所属党派 | 新旧別 | 得票数  | 得票率 | 推薦・支持                       |
| ---------- | ---- | -------- | ------ | ------- | ------ | -------------------------------- |
| 元松茂樹   | 45   | 無所属   | 新     | 9,737票 | 46.41% | （推薦）民主党・社民党・国民新党 |
| 田口信夫   | 74   | 無所属   | 現     | 8,930票 | 42.56% |                                  |
| 浜口多美雄 | 59   | 無所属   | 新     | 2,313票 | 11.02% |                                  |

2014年宇土市長選挙
2014年3月30日執行。元市職員の中田雄士を破り再選。
※当日有権者数：30,213人 最終投票率：63.31%（前回比：-6.37pts）
| 候補者名 | 年齢 | 所属党派 | 新旧別 | 得票数   | 得票率 | 推薦・支持 |
| -------- | ---- | -------- | ------ | -------- | ------ | ---------- |
| 元松茂樹 | 49   | 無所属   | 現     | 12,200票 | 64.37% |            |
| 中田雄士 | 59   | 無所属   | 新     | 6,754票  | 35.63% |            |

## 著書
- 『The市役所改革～現役職員が物申す!』（2005年・総合電子リサーチ、ペンネーム「元松逸太郎」）